# Лукан (футболист, 2001)
Лукас Алешандре Галдино де Азеведо (порт. Lucas Alexandre Galdino de Azevedo более известный, как Лукан порт. Lucão; род. 26 февраля 2001, Барра-Манса, Рио-де-Жанейро) — бразильский футболист, вратарь клуба «Ред Булл Брагантино». Победитель летних Олимпийских игр 2020 в Токио.

## Клубная карьера
Лукан — воспитанник клуба «Васко да Гама». 22 ноября 2020 года в матче против «Сан-Паулу» он дебютировал в бразильской Серии A.

## Карьера в сборной
В 2017 году в составе юношеской сборной Бразилии Лукан стал победителем в юношеского чемпионата Южной Америки в Чили. На турнире он сыграл в матче против команды Аргентины. В том же году в Лукан принял участие в юношеском чемпионате мира в Индии. На турнире он был запасным вратарём и на поле не вышел.
В 2021 году Лукан в составе олимпийской сборной Бразилии стал победителем летних Олимпийских игр 2020 в Токио. На турнире он был запасным вратарём.

## Достижения
Международные
 Бразилия (до 17)
- Победитель Юношеского чемпионата Южной Америки: 2017

 Бразилия (олимп.)
- Победитель Олимпийских игр — 2020